# Kamsamba
Kamsamba è una circoscrizione rurale (rural ward) della Tanzania situata nel distretto di Momba, regione di Mbeya. Conta una popolazione di 17 055 abitanti (censimento 2012).